# بالاتر از محدودیت
بالاتر از محدودیت (انگلیسی: Above the Limit) که سال ۱۹۰۲ در ایالات متحده با نام Chimmie Hicks at the Races به ثبت رسیده‌است، نام فیلم کوتاهی است از آثار فردریک اس. آرمیتاژ که در نوامبر سال ۱۹۰۰ ساخته شد. این فیلم نخستین حضور سنمایی چارلی گریپوین، بازیگر وودویل،  به‌شمار می‌رود. درست ۳۹ سال پیش از نقش ارزنده ترش، هنری , عموی دوروتی در فیلم جادوگر شهر اُز محصول کمپانی ام جی ام. این فیلم محصول کمپانی بایوگراف است که فیلم Grapewin's Chimmie Hicks and the Rum Omelet که از آن به بعنوان خواهر این اثر یاد می‌شود را همزمان با آن ساخت. این فیلم که از معایب قمار می‌گوید، در ماه سپتامبر و اکتبر فیلم‌برداری و در ماه نوامبر همان سال برای نمایش در موتواسکوپ (که از نظر کیفیت بصری نسبت به کینتوسکوپ برتری داشت) آماده شد.

## نمایشنامه
این فیلم مردی با نام چیمی هیکس (چارلی گریپوین) را به تصویر می‌کشد که در یک مسابقهٔ اسب دوانی است و ما شاهد موفقیت و شکست وی هستیم. فیلم در یک صحنهٔ خالی با یک پردهٔ سیاه فیلم‌برداری شده‌است، جایی که شخصیت داستان، چیمی, با کت و شلوار سه تکه و اُوِر کُتی برتن، در حالی که برنامهٔ مسابقات را در دست دارد به خارج صحنه نگاه می‌کند، جایی که مسابقهٔ اسب دوانی در حال برگزاری است. در بخشی از فیلم شخصیت داستان با پانتومیم جست و خیز می‌کند و خوشحالی خودش از پیروز اسبی که بروی آن شرط بسته‌است را نشان می‌دهد. مرد دومی وارد صحنه می‌شود و به چیمی آنچه را که از شرط‌بندی اش برده‌است را تحویل می‌دهد. چیمی بخشی از پول را برای یک شرط‌بندی دیگر به کتابدار بازمی‌گرداند. مسابقه آغاز و چیمی هیجان زایدالوصفی از خود نشان می‌دهد، اما خیلی زود این شادی به ناراحتی و عصبانیت مبدل می‌شود، چرا که اسبی که روی آن شرط‌بندی کرده‌است مسابقه را می‌بازد. کتابدار به صحنه بازمی‌گردد، همهٔ پول‌ها و حتی ساعت چیمی را از او می‌گیرد. قمارباز به روی زانوهای می‌افتاد و در حالی که دستانش می‌لرزند آن‌ها را رو به آسمان می‌گیرد. با عصبانیت فرم مسابقات را پاره و و بروی زمین می‌ریزد و با ناراحتی صحنه را ترک می‌کند.